# Rainer Ueckert
 Rainer Ueckert (* 24. März 1949 in Berlin) ist ein Berliner Politiker (CDU) und ehemaliges Mitglied des Abgeordnetenhauses von Berlin.

## Leben und Studium
Ueckert schloss seine Schullaufbahn 1968 mit dem Abitur ab. Es folgte ein Studium an der Technischen Universität Berlin, welches er 1976 als Diplom-Bauingenieur beendete. In den Jahren 1976 bis 1982 war er als Bauleiter und Oberbauleiter bei der Teerbau GmbH und von 1982 bis 1983 als Geschäftsführer bei der Klechowitz GmbH tätig. Von 1983 bis 1993 war er als Technischer Leiter und Prokurist bei der Heinrich Köhler Baugesellschaft mbH angestellt. In der Zeit von 1993 bis 1997 leitete er die Niederlassung Berlin-Brandenburg der Teerbau GmbH, und von 1997 bis 1998 war er wieder als Technischer Leiter und Prokurist bei der H.H. Fuls GmbH im Bereich Straßen- und Tiefbau tätig. 1998 gründete er als alleiniger Inhaber die Firma Ueckert Bau, Straßen- und Tiefbau.

## Politik
Ueckert trat 1985 der CDU bei. Er ist Mitglied im Ortsverband  Mariendorf und seit 1991 deren stellvertretender Ortsvorsitzender. Seit 1991 ist er zudem Mitglied im Kreisvorstand Tempelhof-Schöneberg sowie seit 1993 deren stellvertretender Kreisvorsitzender.
Von 1990 bis 1999 war er Mitglied der Bezirksverordnetenversammlung in Tempelhof. Dort war er von 1991 bis 1995 stellvertretender und von 1995 bis 1999 Fraktionsvorsitzender.
Ueckert saß mehrmals als Mitglied im Abgeordnetenhaus von Berlin. Zuerst war er von 1999 bis 2001, dann vom 25. Oktober 2002 bis 21. März 2003, anschließend von Juni 2006 bis 2011 im Parlament vertreten. Zuletzt saß er im Ausschuss für Bauen und Wohnen und im Ausschuss für Stadtentwicklung und Verkehr. Bei der Wahl 2006 konnte er sich im Wahlkreis Tempelhof-Schöneberg 6 durchsetzten und ein Direktmandat für das Abgeordnetenhaus erlangen.
Als verkehrspolitischer Sprecher der CDU-Fraktion geriet Ueckert wegen der Beurteilung und Zukunftsperspektive der S-Bahn Berlin mit seinen Parteikollegen in Konflikt. Er weigerte sich, den von der CDU geforderten Rücktritt von SPD-Verkehrssenatorin Ingeborg Junge-Reyer mitzutragen. Genauso war er gegen die Forderung der CDU, den S-Bahn-Vertrag vorzeitig zu kündigen und die Strecken teilweise auszuschreiben. Im weiteren Verlauf trat er im Sommer 2009 aus der CDU-Fraktion aus und wurde dann als fraktionsloser Abgeordneter geführt. Einen Parteiaustritt lehnte Ueckert dagegen kategorisch ab.